# 嘆き
| ウィキペディアには「嘆き」という見出しの百科事典記事はありません（タイトルに「嘆き」を含むページの一覧/「嘆き」で始まるページの一覧）。 代わりにウィクショナリーのページ「なげき」が役に立つかもしれません。 |